# Gabriel Zelger

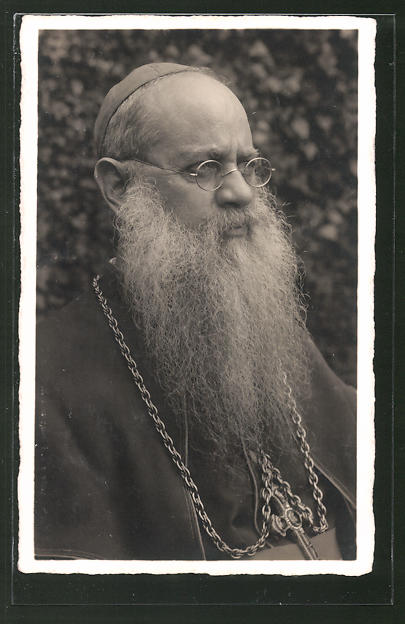
Gabriel Zelger (vor 1929)

Gabriel Zelger OFMCap, Taufname: Joseph Maria (* 10. November 1867 in Stans; † 20. August 1934 im Kloster in Dornach) war ein Schweizer Kapuziner und Missionar.

## Leben
Gabriel Zelger wurde in einem der ältesten Ortsteile Stans, der Schmiedgasse, als Sohn des Schreinermeisters Josef Maria Zelger und dessen Ehefrau Anna Maria, geb. Vollmar, geboren.
Er besuchte das Kapuzinergymnasium Kollegium St. Fidelis in Stans und trat 1885 in den Orden der Kapuziner in Luzern ein; 1890 erhielt er seine Priesterweihe.
Er studierte Kirchenrecht und gab 1893 in Zug die Rechts-, Vollmachten- und Privilegiensammlung Collectio Jurium, Facultatum et Privilegiorum composita für den Ordensgebrauch heraus und war als Lehrer und Lektor an den Schulen und Fakultäten der Ordensprovinz tätig.
1905 wurde er Missionar auf den Seychellen und ab 1921 in Tansania; Papst Pius XI. ernannte ihn am 29. Januar 1923 zum Apostolischen Vikar von Daressalaam mit der Würde eines Titularbischofs von Claudiopolis in Isauria. 
1929 kehrte er in die Schweiz zurück und fand seine letzte Ruhestätte in seinem Heimatkloster Stans; an ihn erinnern in der Kapuzinerkirche Stans die Grabplatte und ein Epitaph.

### Tansania-Mission

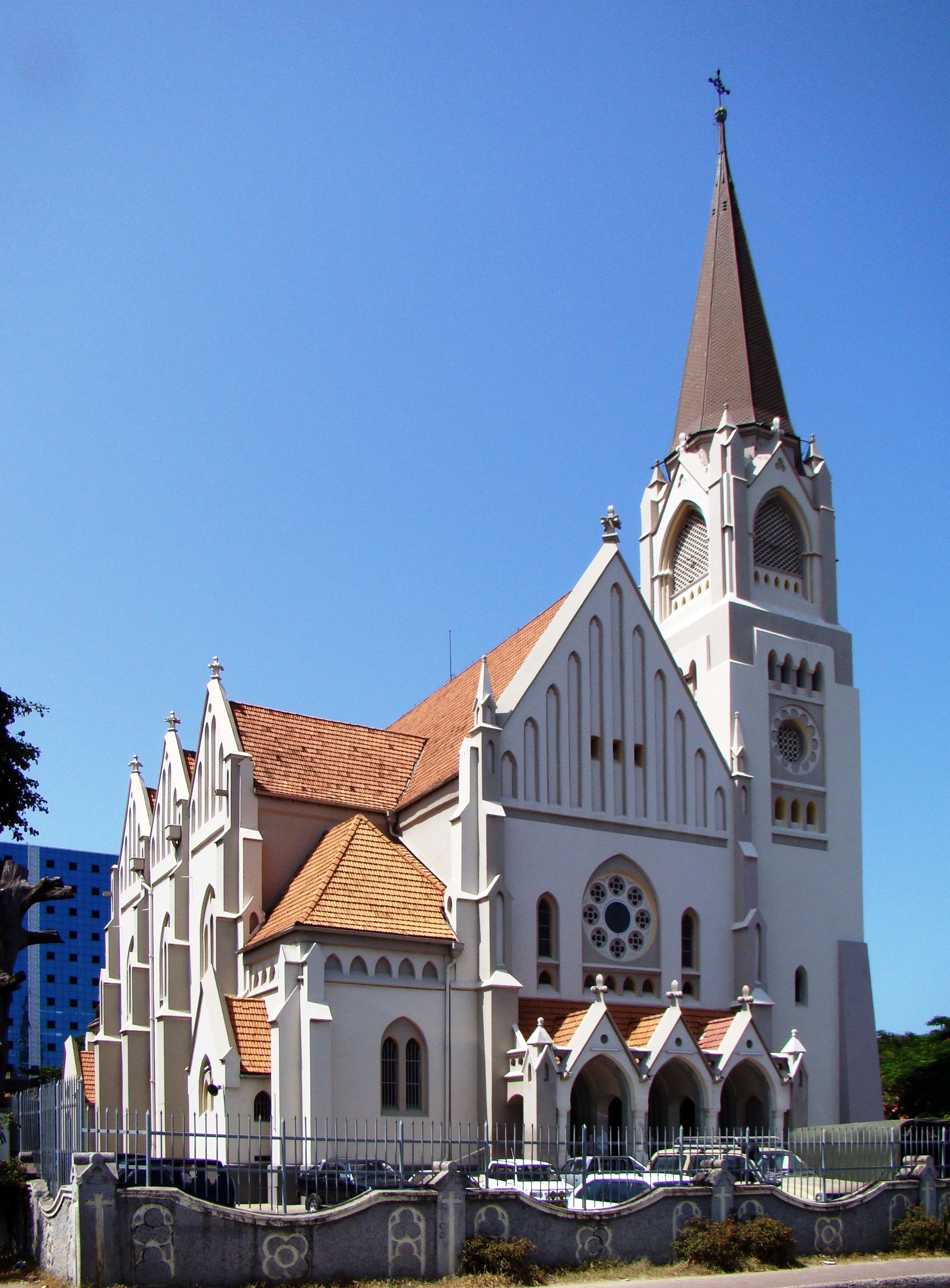
St.-Josephs-Kathedrale, Daressalam

Die Tansania-Mission der Schweizer Kapuziner hatte ihren Ursprung in Stans, dort wurde 1921 damit begonnen, das Missionsgebiet, mit dem Zentrum Daressalaam, im damaligen Ostafrika aufzubauen. Die Initiatoren der Tansania-Mission waren drei Nidwaldner, die alle in Stans aufgewachsen waren, zu diesen gehörte ausser Gabriel Zelger noch Benno Durrer (1859–1935), Rektor des Kollegiums St. Fidelis und Provinzialminister der Schweizer Kapuziner sowie Dr. Adelhelm Jann (1876–1945), Professor für Geschichte am Kollegium St. Fidelis. 
Als Gabriel Zelger nach Tansania ging, wurde er nicht nur von sechs Mitbrüdern, sondern auch von Baldegger Schwestern begleitet. Mit vierzehn Leuten starteten sie in einem Bereich, der weit über zweimal so gross war wie die Schweiz. Ihre primäre Aufgabe bestand darin, die durch den Ersten Weltkrieg ziemlich verwaiste Mission wieder aufzubauen.
Bis 2012 wirkten 202 Schweizer Kapuziner, darunter 15 aus Nidwalden in Tansania.

## Schriften (Auswahl)
- Das gütige Walten Gottes ab der Gnadenstätte auf dem Wesemlin. Luzern: Wesemlin, 1931.